# Deep Space Climate Observatory
Il Deep Space Climate Observatory (formalmente conosciuto come Triana, informalmente come GoreSat) è un satellite della NOAA per l'osservazione del tempo meteorologico spaziale. È stato lanciato dalla SpaceX l'11 Febbraio 2015 da Cape Canaveral usando un Falcon 9 come razzo vettore.